# Ukrajna a 2000. évi nyári olimpiai játékokon
Ukrajna az ausztráliai Sydneyben megrendezett 2000. évi nyári olimpiai játékok egyik részt vevő nemzete volt. Az országot az olimpián 23 sportágban 230 sportoló képviselte, akik összesen 23 érmet szereztek.

## Érmesek
| Érem  | Versenyző                                                                                                   | Sportág       | Versenyszám                |
| ----- | --- | ------------- | -------------------------- |
| Arany | Mikola Milcsev                                                                                              | Sportlövészet | Férfi skeet                |
| Arany | Jana Klocskova                                                                                              | Úszás         | Női 200 m vegyes           |
| Arany | Jana Klocskova                                                                                              | Úszás         | Női 400 m vegyes           |
| Ezüst | David Saldadze                                                                                              | Birkózás      | Kötöttfogás, 97 kg         |
| Ezüst | Jevhen Buszlovics                                                                                           | Birkózás      | Szabadfogás, 58 kg         |
| Ezüst | Olena Szadovnicsa Natalija Burdejna Katerina Szergyuk                                                       | Íjászat       | Női csapat                 |
| Ezüst | Szerhij Csernyavszkij Szerhij Matvjejev Olekszandr Szimonenko Olekszandr Fedenko                            | Kerékpározás  | Férfi csapat üldözőverseny |
| Ezüst | Andrij Kotelnik                                                                                             | Ökölvívás     | Könnyűsúly                 |
| Ezüst | Szerhij Docenko                                                                                             | Ökölvívás     | Váltósúly                  |
| Ezüst | Olekszandr Beres Olekszandr Szvitlicsnij Roman Zozulja Valerij Honcsarov Valerij Pereskura Ruszlan Mezencev | Torna         | Férfi csapat összetett     |
| Ezüst | Okszana Cihuljova                                                                                           | Torna         | Női trambulin              |
| Ezüst | Denisz Szilantyjev                                                                                          | Úszás         | Férfi 200 m pillangó       |
| Ezüst | Jana Klocskova                                                                                              | Úszás         | Női 800 m gyors            |
| Bronz | Roman Scsurenko                                                                                             | Atlétika      | Férfi távolugrás           |
| Bronz | Olena Hovorova                                                                                              | Atlétika      | Női hármasugrás            |
| Bronz | Ruszlan Masurenko                                                                                           | Cselgáncs     | Férfi középsúly            |
| Bronz | Irina Janovics                                                                                              | Kerékpározás  | Női egyéni sprint          |
| Bronz | Hanna Szorokina Olena Zsupina                                                                               | Műugrás       | Női szinkron műugrás       |
| Bronz | Volodimir Szidorenko                                                                                        | Ökölvívás     | Légsúly                    |
| Bronz | Szerhij Danilcsenko                                                                                         | Ökölvívás     | Harmatsúly                 |
| Bronz | Andrij Fedcsuk                                                                                              | Ökölvívás     | Félnehézsúly               |
| Bronz | Olekszandr Beres                                                                                            | Torna         | Férfi egyéni összetett     |
| Bronz | Ruszlana Taran Olena Paholcsik                                                                              | Vitorlázás    | Női 470-es osztály         |

## Asztalitenisz
Női
| Versenyző    | Versenyszám | Csoportkör                                                                                           | Csoportkör | 32-es főtábla     | Nyolcaddöntő      | Negyeddöntő       | Elődöntő          | Döntő             | Helyezés |
| Versenyző    | Versenyszám | Ellenfél Eredmény                                                                                    | Hely.      | Ellenfél Eredmény | Ellenfél Eredmény | Ellenfél Eredmény | Ellenfél Eredmény | Ellenfél Eredmény | Helyezés |
| ------------ | ----------- | --- | ---------- | ----------------- | ----------------- | ----------------- | ----------------- | ----------------- | -------- |
| Olena Kovtun | Egyes       | K csoport · Chen-Tong Fei-Ming (TPE) · 10–21, 18–21, 10–21 · Fabiola Ramos (VEN) · 21–8, 21–9, 21–15 | 2.         | kiesett           | kiesett           | kiesett           | kiesett           | kiesett           | 33.      |

## Atlétika
Férfi
| Versenyző                                                         | Versenyszám     | Előfutam | Előfutam | Előfutam | Negyeddöntő | Negyeddöntő | Negyeddöntő | Elődöntő | Elődöntő | Elődöntő | Döntő    | Döntő    |
| Versenyző                                                         | Versenyszám     | Idő      | Hely.    | Össz.    | Idő         | Hely.       | Össz.       | Idő      | Hely.    | Össz.    | Idő      | Helyezés |
| ----------------------------------------------------------------- | --------------- | -------- | -------- | -------- | ----------- | ----------- | ----------- | -------- | -------- | -------- | -------- | -------- |
| Kosztyantin Rurak                                                 | 100 m           | 10,48    | 3.       | 47.*     | 10,38       | 7.          | 29.*        | kiesett  | kiesett  | kiesett  | kiesett  | kiesett  |
| Anatolij Dovhal                                                   | 100 m           | 10,48    | 4.       | 47.*     | kiesett     | kiesett     | kiesett     | kiesett  | kiesett  | kiesett  | kiesett  | kiesett  |
| Olekszandr Kajdas                                                 | 400 m           | 46,88    | 7.       | 55.      | kiesett     | kiesett     | kiesett     | kiesett  | kiesett  | kiesett  | kiesett  | kiesett  |
| Ivan Hesko                                                        | 1500 m          | 3:41,80  | 10.      | 31.      |             |             |             | kiesett  | kiesett  | kiesett  | kiesett  | kiesett  |
| Szerhij Lebigy                                                    | 5000 m          | 13:29,69 | 2.       | 11.      |             |             |             |          |          |          | 13:37,80 | 7.       |
| Hennagyij Horbenko                                                | 400 m gát       | 49,12    | 2.       | 2.       |             |             |             | 48,40    | 3.       | 3.*      | 49,01    | 8.       |
| Szerhij Regyko                                                    | 3000 m akadály  | 8:40,51  | 9.       | 29.      |             |             |             |          |          |          | kiesett  | kiesett  |
| Olekszandr Kajdas Roman Voronyko Jevhen Zjukov Hennagyij Horbenko | 4 × 400 m váltó | 3:05,41  | 3.       | 13.      |             |             |             | 3:02,68  | 5.       | 10.      | kiesett  | kiesett  |
| Olekszij Seleszt                                                  | 50 km gyaloglás |          |          |          |             |             |             |          |          |          | 4:07:39  | 32.      |

| Versenyző            | Versenyszám   | Selejtező                | Selejtező                | Döntő    | Döntő    |
| Versenyző            | Versenyszám   | Eredmény                 | Helyezés                 | Eredmény | Helyezés |
| -------------------- | ------------- | ------------------------ | ------------------------ | -------- | -------- |
| Szerhij Dimcsenko    | Magasugrás    | 227 cm                   | 7.****                   | 229 cm   | 9.       |
| Andrij Szokolovszkij | Magasugrás    | 224 cm                   | 16.**                    | kiesett  | kiesett  |
| Ruszlan Hlivinszkij  | Magasugrás    | 215 cm                   | 27.*****                 | kiesett  | kiesett  |
| Denisz Jurcsenko     | Rúdugrás      | 540 cm                   | 30.*                     | kiesett  | kiesett  |
| Szerhij Bubka        | Rúdugrás      | érvényes kísérlet nélkül | érvényes kísérlet nélkül | kiesett  | kiesett  |
| Roman Scsurenko      | Távolugrás    | 801 cm                   | 9.**                     | 831 cm   |          |
| Olekszij Lukasevics  | Távolugrás    | 801 cm                   | 9.**                     | 826 cm   | 4.       |
| Szerhij Izmajlov     | Hármasugrás   | 16,10 m                  | 29.                      | kiesett  | kiesett  |
| Jurij Bilonoh        | Súlylökés     | 20,53 m                  | 3.                       | 20,84 m  | 5.       |
| Roman Virasztyuk     | Súlylökés     | 19,27 m                  | 20.                      | kiesett  | kiesett  |
| Kirilo Csuprinyin    | Diszkoszvetés | 58,38 m                  | 32.                      | kiesett  | kiesett  |
| Andrij Szkvaruk      | Kalapácsvetés | 79,55 m                  | 2.                       | 75,50 m  | 10.      |
| Vladiszlav Piszkunov | Kalapácsvetés | 76,08 m                  | 14.                      | kiesett  | kiesett  |
| Olekszandr Krikun    | Kalapácsvetés | 74,83 m                  | 20.                      | kiesett  | kiesett  |

| Versenyző            | Versenyszám | 100 m | 100 m | Távolugrás | Távolugrás | Súlylökés | Súlylökés | Magasugrás | Magasugrás | 400 m | 400 m | 110 m gát | 110 m gát | Diszkoszvetés | Diszkoszvetés | Rúdugrás | Rúdugrás | Gerelyhajítás | Gerelyhajítás | 1500 m  | 1500 m | Végeredmény | Végeredmény |
| Versenyző            | Versenyszám | Idő   | Pont  | Eredmény   | Pont       | Eredmény  | Pont      | Eredmény   | Pont       | Idő   | Pont  | Idő       | Pont      | Eredmény      | Pont          | Eredmény | Pont     | Eredmény      | Pont          | Idő     | Pont   | Pont        | Helyezés    |
| -------------------- | ----------- | ----- | ----- | ---------- | ---------- | --------- | --------- | ---------- | ---------- | ----- | ----- | --------- | --------- | ------------- | ------------- | -------- | -------- | ------------- | ------------- | ------- | ------ | ----------- | ----------- |
| Olekszandr Jurkov    | Tízpróba    | 10,89 | 885   | 668 cm     | 739        | 14,78 m   | 776       | 197 cm     | 776        | 48,66 | 877   | 15,02     | 847       | 48,67 m       | 843           | 500 cm   | 910      | 54,77 m       | 659           | 4:39,94 | 681    | 7993        | 16.*        |
| Volodimir Mihajlenko | Tízpróba    | 11,10 | 838   | 704 cm     | 823        | 13,53 m   | 700       | 206 cm     | 859        | 48,80 | 871   | 14,84     | 869       | 40,45 m       | 674           | 460 cm   | 790      | 47,27 m       | 548           | 4:36,23 | 704    | 7676        | 22.         |
| Fegyir Lauhin        | Tízpróba    | 11,21 | 814   | 701 cm     | 816        | 13,16 m   | 677       | 203 cm     | 831        | 49,64 | 831   | 15,16     | 830       | 38,33 m       | 631           | 490 cm   | 880      | 55,53 m       | 671           | 4:41,48 | 671    | 7652        | 23.*        |

Női
| Versenyző                                                                   | Versenyszám     | Előfutam | Előfutam | Előfutam | Negyeddöntő | Negyeddöntő | Negyeddöntő | Elődöntő | Elődöntő | Elődöntő | Döntő   | Döntő    |
| Versenyző                                                                   | Versenyszám     | Idő      | Hely.    | Össz.    | Idő         | Hely.       | Össz.       | Idő      | Hely.    | Össz.    | Idő     | Helyezés |
| --------------------------------------------------------------------------- | --------------- | -------- | -------- | -------- | ----------- | ----------- | ----------- | -------- | -------- | -------- | ------- | -------- |
| Anzsela Kravcsenko                                                          | 100 m           | 11,35    | 2.       | 16.      | 11,32       | 6.          | 16.*        | kiesett  | kiesett  | kiesett  | kiesett | kiesett  |
| Irina Puha                                                                  | 100 m           | 11,41    | 2.       | 20.*     | 11,54       | 6.          | 24.*        | kiesett  | kiesett  | kiesett  | kiesett | kiesett  |
| Zsanna Pintuszevics-Blok                                                    | 100 m           | 11,27    | 1.       | 11.      | 11,08       | 1.          | 2.*         | 11,32    | 3.       | 8.       | 11,20   | 4.       |
| Zsanna Pintuszevics-Blok                                                    | 200 m           | 23,13    | 2.       | 14.      | 22,70       | 2.          | 4.          | 22,74    | 3.       | 7.       | 22,66   | 7.       |
| Olena Pasztusenko                                                           | 200 m           | 23,64    | 4.       | 38.*     | 23,63       | 7.          | 29.         | kiesett  | kiesett  | kiesett  | kiesett | kiesett  |
| Olena Rurak                                                                 | 400 m           | 53,45    | 5.       | 37.      | kiesett     | kiesett     | kiesett     | kiesett  | kiesett  | kiesett  | kiesett | kiesett  |
| Olena Buzsenko                                                              | 800 m           | 2:03,48  | 6.       | 26.      |             |             |             | kiesett  | kiesett  | kiesett  | kiesett | kiesett  |
| Tetyana Krivobok                                                            | 1500 m          | 4:22,11  | 13.      | 36.      | kiesett     | kiesett     | kiesett     | kiesett  | kiesett  | kiesett  | kiesett | kiesett  |
| Olena Ovcsarova-Kraszovszka                                                 | 100 m gát       | 13,15    | 6.       | 22.*     | 13,02       | 5.          | 14.         | 13,02    | 7.       | 13.      | kiesett | kiesett  |
| Nagyija Bodrova                                                             | 100 m gát       | 13,25    | 6.       | 29.      | kiesett     | kiesett     | kiesett     | kiesett  | kiesett  | kiesett  | kiesett | kiesett  |
| Maja Semicsisina                                                            | 100 m gát       | 13,18    | 6.       | 25.      | kiesett     | kiesett     | kiesett     | kiesett  | kiesett  | kiesett  | kiesett | kiesett  |
| Tetyana Terescsuk-Antipova                                                  | 400 m gát       | 56,27    | 2.       | 11.      |             |             |             | 54,25    | 3.       | 4.       | 53,98   | 5.       |
| Tetyana Debela                                                              | 400 m gát       | 57,33    | 6.       | 20.      |             |             |             | kiesett  | kiesett  | kiesett  | kiesett | kiesett  |
| Irina Puha Anzsela Kravcsenko Olena Pasztusenko Olena Ovcsarova-Kraszovszka | 4 × 100 m váltó | 43,93    | 4.       | 14.      |             |             |             | 43,31    | 6.       | 11.      | kiesett | kiesett  |
| Valentina Szavcsuk                                                          | 20 km gyaloglás |          |          |          |             |             |             |          |          |          | 1:33:22 | 12.      |
| Vira Zozulja                                                                | 20 km gyaloglás |          |          |          |             |             |             |          |          |          | 1:35:43 | 24.      |

| Versenyző            | Versenyszám   | Selejtező | Selejtező | Döntő    | Döntő    |
| Versenyző            | Versenyszám   | Eredmény  | Helyezés  | Eredmény | Helyezés |
| -------------------- | ------------- | --------- | --------- | -------- | -------- |
| Inha Babakova        | Magasugrás    | 194 cm    | 1.******* | 196 cm   | 5.       |
| Viktorija Palamar    | Magasugrás    | 194 cm    | 1.******* | 196 cm   | 7.       |
| Irina Mihalcsenko    | Magasugrás    | 185 cm    | 29.       | kiesett  | kiesett  |
| Anzsela Balahonova   | Rúdugrás      | 430 cm    | 1.*****   | NH cm    | 12.      |
| Olena Sehovcova      | Távolugrás    | 665 cm    | 8.        | 637 cm   | 11.      |
| Viktorija Versinyina | Távolugrás    | 656 cm    | 14.       | kiesett  | kiesett  |
| Olena Hovorova       | Hármasugrás   | 14,76 m   | 2.        | 14,96 m  |          |
| Olena Hluszovics     | Hármasugrás   | 13,60 m   | 20.       | kiesett  | kiesett  |
| Olena Antonova       | Diszkoszvetés | 60,73 m   | 13.       | kiesett  | kiesett  |
| Irina Szekacsova     | Kalapácsvetés | 61,44 m   | 16.       | kiesett  | kiesett  |
| Tetyana Ljahovics    | Gerelyhajítás | 57,41 m   | 19.       | kiesett  | kiesett  |

| Versenyző          | Versenyszám | 100 m gát | 100 m gát | Magasugrás | Magasugrás | Súlylökés | Súlylökés | 200 m | 200 m | Távolugrás | Távolugrás | Gerelyhajítás | Gerelyhajítás | 800 m   | 800 m | Végeredmény | Végeredmény |
| Versenyző          | Versenyszám | Idő       | Pont      | Eredmény   | Pont       | Eredmény  | Pont      | Idő   | Pont  | Eredmény   | Pont       | Eredmény      | Pont          | Idő     | Pont  | Pont        | Helyezés    |
| ------------------ | ----------- | --------- | --------- | ---------- | ---------- | --------- | --------- | ----- | ----- | ---------- | ---------- | ------------- | ------------- | ------- | ----- | ----------- | ----------- |
| Larisza Necsiporuk | Hétpróba    | 14,53     | 905       | 172 cm     | 879        | 13,56 m   | 765       | 25,76 | 818   | 589 cm     | 816        | 44,57 m       | 755           | 2:19,94 | 824   | 5762        | 20.         |
| Ljudmila Blonszka  | Hétpróba    | 15,12     | 826       | 172 cm     | 879        | 13,57 m   | 765       | 26,36 | 766   | 557 cm     | 720        | 42,50 m       | 715           | 2:13,52 | 914   | 5585        | 23.         |

* - egy másik versenyzővel azonos eredményt ért el

** - két másik versenyzővel azonos eredményt ért el

*** - három másik versenyzővel azonos eredményt ért el

**** - négy másik versenyzővel azonos eredményt ért el

***** - öt másik versenyzővel azonos eredményt ért el

******* - hét másik versenyzővel azonos eredményt ért el

## Birkózás
Kötöttfogású
| Versenyző             | Versenyszám | Csoportkör | Csoportkör | Negyeddöntő                    | Elődöntő                           | Bronz- mérkőzés                           | Döntő                        | Helyezés |
| Versenyző             | Versenyszám | Ellenfél Eredmény                                                                                                 | Hely.      | Ellenfél Eredmény              | Ellenfél Eredmény                  | Ellenfél Eredmény                         | Ellenfél Eredmény            | Helyezés |
| --------------------- | ----------- | --- | ---------- | ------------------------------ | ---------------------------------- | ----------------------------------------- | ---------------------------- | -------- |
| Andrij Kalasnikov     | 54 kg       | 5. csoport · Uran Kalilov (KGZ) · 3-0 · Mohamed Moustafa Abou Elea (EGY) · 16-2 · Steven Mays (USA) · 11-0        | 1.         | erőnyerő                       | Lázaro Rivas (CUB) · 0-11          | Kang Jonggjun (PRK) · 0-7                 |                              | 4.       |
| Olekszandr Sztepanyan | 58 kg       | 4. csoport · Sheng Zetian (CHN) · 0-10 · Djamel Ainaoui (FRA) · 6-7                                               | 3.         | kiesett                        | kiesett                            | kiesett                                   | kiesett                      | 16.      |
| Hrihorij Kamisenko    | 63 kg       | 6. csoport · Beat Motzer (SUI) · 1-3 · Motoki Jaszutosi (JPN) · 3-1 · Rasoul Amani (NZL) · 10-0                   | 2.         | kiesett                        | kiesett                            | kiesett                                   | kiesett                      | 8.       |
| Rusztam Adzsi         | 69 kg       | 6. csoport · Alekszej Gluskov (RUS) · 4-5 · Ryszard Wolny (POL) · 1-7 · Vladimir Kopytov (BLR) · 3-0              | 3.         | kiesett                        | kiesett                            | kiesett                                   | kiesett                      | 8.       |
| David Manukjan        | 76 kg       | 5. csoport · Vjacsaszlav Makaranka (BLR) · 12-1 · Artur Michalkiewicz (POL) · 8-2 · Fa'afetai Iutana (SAM) · 15-0 | 1.         | erőnyerő                       | Matt Lindland (USA) · 4-7          | Marko Yli-Hannuksela (FIN) · 2-4          |                              | 4.       |
| Vjacseszlav Olijnik   | 85 kg       | 3. csoport · Alekszandr Menyscsikov (RUS) · 0-2 · Valerij Cilenyc (BLR) · 6-1                                     | 3.         | kiesett                        | kiesett                            | kiesett                                   | kiesett                      | 14.      |
| David Saldadze        | 97 kg       | 6. csoport · Mindaugas Ežerskis (LTU) · 2-0 · Szjarhej Listvan (BLR) · 5-2 · Hassan Fkiri (TUN) · 9-0             | 1.         | erőnyerő                       | Konsztandínosz Thánosz (GRE) · 4-2 |                                           | Mikael Ljungberg (SWE) · 1-2 |          |
| Heorhij Szoldadze     | 130 kg      | 3. csoport · Rafael Barreno (VEN) · 9-0 · Laszlo Kovacs (AUS) · 6-0                                               | 1.         | Alekszandr Karelin (RUS) · 0-4 |                                    | Az 5. helyért · Héctor Milián (CUB) · 3-5 |                              | 6.       |

Szabadfogású
| Versenyző           | Versenyszám | Csoportkör                                                                                          | Csoportkör | Negyeddöntő               | Elődöntő                       | Bronz- mérkőzés                            | Döntő                      | Helyezés |
| Versenyző           | Versenyszám | Ellenfél Eredmény                                                                                   | Hely.      | Ellenfél Eredmény         | Ellenfél Eredmény              | Ellenfél Eredmény                          | Ellenfél Eredmény          | Helyezés |
| ------------------- | ----------- | --------------------------------------------------------------------------------------------------- | ---------- | ------------------------- | ------------------------------ | ------------------------------------------ | -------------------------- | -------- |
| Olekszandr Zaharuk  | 54 kg       | 2. csoport · Leonyid Csucsunov (RUS) · 3-0 · Ivan Conov (BUL) · 10-0                                | 1.         | Sammie Henson (USA) · 4-8 |                                | Az 5. helyért · Maulen Mamirov (KAZ) · 8-1 |                            | 5.       |
| Jevhen Buszlovics   | 58 kg       | 6. csoport · Martin Berberjan (ARM) · 5-1 · Arif Abdullayev (AZE) · 7-5 · Othmar Kuhner (GER) · 4-1 | 1.         | erőnyerő                  | Damir Zakhartdinov (UZB) · 2-0 |                                            | Ali Reza Dabir (IRI) · 0-3 |          |
| Elbrusz Tedejev     | 63 kg       | 5. csoport · Murad Umahanov (RUS) · 3-13 · Cso Jongszon (PRK) · 6-4                                 | 2.         | kiesett                   | kiesett                        | kiesett                                    | kiesett                    | 11.      |
| Zaza Zazirov        | 69 kg       | 3. csoport · Ion Diaconu (MDA) · 3-5 · Vada Takahiro (JPN) · 3-2                                    | 2.         | kiesett                   | kiesett                        | kiesett                                    | kiesett                    | 11.      |
| Alik Muzajev        | 76 kg       | 5. csoport · Mun Idzse (KOR) · 1-5 · Marcin Jurecki (POL) · 3-1 · Rein Ozoline (AUS) · 16-3         | 2.         | kiesett                   | kiesett                        | kiesett                                    | kiesett                    | 6.*      |
| Davyd Bichinashvili | 85 kg       | 1. csoport · Mogamed Ibragimov (MKD) · 1-1 · Kavai Tacuo (JPN) · 7-1                                | 2.         | kiesett                   | kiesett                        | kiesett                                    | kiesett                    | 12.      |
| Vadim Taszojev      | 97 kg       | 3. csoport · Szagid Murtazalijev (RUS) · 0-4 · Melvin Douglas (USA) · 5-1                           | 2.         | kiesett                   | kiesett                        | kiesett                                    | kiesett                    | 11.      |
| Merabi Valijev      | 130 kg      | 3. csoport · Kerry McCoy (USA) · 0-3 · Rəcəb Əshəbəliyev (AZE) · 0-4                                | 3.         | kiesett                   | kiesett                        | kiesett                                    | kiesett                    | 18.      |

* – Az eredetileg első helyen végzett német Alexander Leipoldot kizárták.

## Cselgáncs
Férfi
| Versenyző           | Versenyszám | Selejtező         | 32-es főtábla                           | Nyolcaddöntő                     | Negyeddöntő                      | Elődöntő          | Vigaszág első kör                 | Vigaszág negyeddöntő            | Vigaszág elődöntő                         | Bronz- mérkőzés                | Döntő             | Helyezés    |
| Versenyző           | Versenyszám | Ellenfél Eredmény | Ellenfél Eredmény                       | Ellenfél Eredmény                | Ellenfél Eredmény                | Ellenfél Eredmény | Ellenfél Eredmény                 | Ellenfél Eredmény               | Ellenfél Eredmény                         | Ellenfél Eredmény              | Ellenfél Eredmény | Helyezés    |
| ------------------- | ----------- | ----------------- | --------------------------------------- | -------------------------------- | -------------------------------- | ----------------- | --------------------------------- | ------------------------------- | ----------------------------------------- | ------------------------------ | ----------------- | ----------- |
| Ruszlan Mirzalijev  | Légsúly     | erőnyerő          | Brandan Greczkowski (USA) · 0000-1000   | kiesett                          | kiesett                          | kiesett           |                                   |                                 |                                           |                                |                   | helyezetlen |
| Hennagyij Bilogyid  | Könnyűsúly  | erőnyerő          | Héctor Lombart (CUB) · 1010-0020        | Aszhat Saharov (KAZ) · 0222-0010 | Anatol Larukov (BLR) · 0100-1000 |                   |                                   | Ferrid Kheder (FRA) · 0110-1011 | kiesett                                   | kiesett                        |                   | 9.          |
| Ruszlan Masurenko   | Középsúly   |                   | Frédéric Demontfaucon (FRA) · 0010-0110 |                                  |                                  |                   | Carlos Santiago (PUR) · 1000-0000 | Eduardo Costa (ARG) · 1000-0001 | Fernando González Pérez (ESP) · 1000-0000 | Keith Morgan (CAN) · 1001-0000 |                   |             |
| Valentin Ruszljakov | Nehézsúly   | erőnyerő          | Rafał Kubacki (POL) · 0003-0001         | Angel Sánchez (CUB) · 0001-0001  | kiesett                          | kiesett           |                                   |                                 |                                           |                                |                   | helyezetlen |

Női
| Versenyző            | Versenyszám | Selejtező                       | Nyolcaddöntő                         | Negyeddöntő                    | Elődöntő          | Vigaszág első kör            | Vigaszág negyeddöntő           | Vigaszág elődöntő | Bronz- mérkőzés   | Döntő             | Helyezés    |
| Versenyző            | Versenyszám | Ellenfél Eredmény               | Ellenfél Eredmény                    | Ellenfél Eredmény              | Ellenfél Eredmény | Ellenfél Eredmény            | Ellenfél Eredmény              | Ellenfél Eredmény | Ellenfél Eredmény | Ellenfél Eredmény | Helyezés    |
| -------------------- | ----------- | ------------------------------- | ------------------------------------ | ------------------------------ | ----------------- | ---------------------------- | ------------------------------ | ----------------- | ----------------- | ----------------- | ----------- |
| Ljudmila Lusznyikova | Légsúly     | Lauren Meece (USA) · 0001-0000  | Nese Şenşoy Yildiz (TUR) · 0001-0001 | Tamura Rjóko (JPN) · 0000-1010 |                   |                              | Zhao Shunxin (CHN) · 0001-0011 | kiesett           | kiesett           |                   | 9.          |
| Tetyana Beljajeva    | Középsúly   | Ueno Maszae (JPN) · 0000-1000   | kiesett                              | kiesett                        | kiesett           |                              |                                |                   |                   |                   | helyezetlen |
| Marina Prokofjeva    | Nehézsúly   | Sandra Köppen (GER) · 0000-0200 |                                      |                                |                   | Heba Hefny (EGY) · 0000-0200 | kiesett                        | kiesett           | kiesett           |                   | 13.         |

## Evezés
Férfi
| Versenyző                                                               | Versenyszám   | Előfutam | Előfutam | Vigaszág | Vigaszág | Elődöntő | Elődöntő | Elődöntő | Döntő | Döntő   | Döntő | Helyezés |
| Versenyző                                                               | Versenyszám   | Idő      | Hely.    | Idő      | Hely.    | Típus    | Idő      | Hely.    | Típus | Idő     | Hely. | Helyezés |
| ----------------------------------------------------------------------- | ------------- | -------- | -------- | -------- | -------- | -------- | -------- | -------- | ----- | ------- | ----- | -------- |
| Kosztyantin Zajcev Kosztyantin Pronenko                                 | Kétpárevezős  | 6:38,06  | 3.       | 6:33,23  | 3.       | A/B      | 6:36,92  | 5.       | B     | 6:27,24 | 5.    | 11.      |
| Olekszandr Marcsenko Oleh Likov Olekszandr Zaszkalko Leonyid Saposnikov | Négypárevezős | 5:53,03  | 2.       |          |          | A/B      | 5:48,15  | 3.       | A     | 5:55,12 | 6.    | 6.       |

Női
| Versenyző                                                                            | Versenyszám              | Előfutam | Előfutam | Vigaszág | Vigaszág | Elődöntő | Elődöntő | Elődöntő | Döntő | Döntő   | Döntő | Helyezés |
| Versenyző                                                                            | Versenyszám              | Idő      | Hely.    | Idő      | Hely.    | Típus    | Idő      | Hely.    | Típus | Idő     | Hely. | Helyezés |
| ------------------------------------------------------------------------------------ | ------------------------ | -------- | -------- | -------- | -------- | -------- | -------- | -------- | ----- | ------- | ----- | -------- |
| Nyina Proszkura Jevhenyija Andrjejeva                                                | Kormányos nélküli kettes | 7:30,82  | 4.       | 7:31,11  | 3.       |          |          |          | B     | 7:20,82 | 2.    | 8.       |
| Gyina Miftahutgyinova Tetyana Usztyuzsanyina Szvitlana Mazij Olena Ronzsina-Morozova | Négypárevezős            | 6:28,17  | 2.       | 6:29,41  | 1.       |          |          |          | A     | 6:25,71 | 4.    | 4.       |

## Íjászat
Férfi
| Versenyző                                         | Versenyszám | Selejtező | Selejtező | 64-es főtábla                       | 32-es főtábla                     | Nyolcaddöntő                                                 | Negyeddöntő                                                              | Elődöntő          | Döntő             | Helyezés |
| Versenyző                                         | Versenyszám | Pont      | Kiemelt   | Ellenfél Eredmény                   | Ellenfél Eredmény                 | Ellenfél Eredmény                                            | Ellenfél Eredmény                                                        | Ellenfél Eredmény | Ellenfél Eredmény | Helyezés |
| ------------------------------------------------- | ----------- | --------- | --------- | ----------------------------------- | --------------------------------- | ------------------------------------------------------------ | ------------------------------------------------------------------------ | ----------------- | ----------------- | -------- |
| Szerhij Antyonov                                  | Egyéni      | 631       | 26.       | Bair Bagyonov (RUS) (39.) · 164-153 | Vic Wunderle (USA) (7.) · 151-152 | kiesett                                                      | kiesett                                                                  | kiesett           | kiesett           | 28.      |
| Ihor Parhomenko                                   | Egyéni      | 632       | 24.       | Ismely Arias (CUB) (41.) · 160-164  | kiesett                           | kiesett                                                      | kiesett                                                                  | kiesett           | kiesett           | 39.      |
| Viktor Kurcsenko                                  | Egyéni      | 615       | 43.       | Yang Bo (CHN) (22.) · 155-164       | kiesett                           | kiesett                                                      | kiesett                                                                  | kiesett           | kiesett           | 46.      |
| Ihor Parhomenko Szerhij Antyonov Viktor Kurcsenko | Csapat      | 632       | 9.        |                                     |                                   | Kína (CHN) · Fu Shengjun · Yang Bo · Tang Hua (8.) · 244-235 | Dél-Korea (KOR) · Csang Jongho · O Kjomun · Kim Cshongthe (1.) · 236-258 | kiesett           | kiesett           | 8.       |

Női
| Versenyző                                             | Versenyszám | Selejtező | Selejtező | 64-es főtábla                             | 32-es főtábla                         | Nyolcaddöntő                     | Negyeddöntő                                                                              | Elődöntő                                                                                            | Döntő                                                                     | Helyezés |
| Versenyző                                             | Versenyszám | Pont      | Kiemelt   | Ellenfél Eredmény                         | Ellenfél Eredmény                     | Ellenfél Eredmény                | Ellenfél Eredmény                                                                        | Ellenfél Eredmény                                                                                   | Ellenfél Eredmény                                                         | Helyezés |
| ----------------------------------------------------- | ----------- | --------- | --------- | ----------------------------------------- | ------------------------------------- | -------------------------------- | ---------------------------------------------------------------------------------------- | --------------------------------------------------------------------------------------------------- | ------------------------------------------------------------------------- | -------- |
| Katerina Szergyuk                                     | Egyéni      | 644       | 10.       | Irene Franchini (ITA) (55.) · 157-144     | Barbara Mensing (GER) (23.) · 161-153 | Cshö Okszil (PRK) (7.) · 153-160 | kiesett                                                                                  | kiesett                                                                                             | kiesett                                                                   | 16.      |
| Natalija Burdejna                                     | Egyéni      | 632       | 26.       | Zekiye Keskin Şatır (TUR) (39.) · 166-157 | Cshö Okszil (PRK) (7.) · 160-162      | kiesett                          | kiesett                                                                                  | kiesett                                                                                             | kiesett                                                                   | 17.      |
| Olena Szadovnicsa                                     | Egyéni      | 658       | 5.        | Agata Bulwa (POL) (60.) · 163-155         | Anna Łęcka (POL) (28.) · 158-159      | kiesett                          | kiesett                                                                                  | kiesett                                                                                             | kiesett                                                                   | 21.      |
| Olena Szadovnicsa Natalija Burdejna Katerina Szergyuk | Csapat      | 658       | 2.        |                                           |                                       | erőnyerő                         | Olaszország (ITA) · Natalia Valeeva · Cristina Ioriatti · Irene Franchini (7.) · 237-230 | Törökország (TUR) · Elif Altınkaynak · Natalia Nasaridze-Çakir · Zekiye Keskin Şatır (6.) · 240-233 | Dél-Korea (KOR) · Kim Szunjong · Kim Namszun · Jun Midzsin (1.) · 239-251 |          |

## Kajak-kenu

### Síkvízi
Férfi
| Versenyző                       | Versenyszám        | Előfutam | Előfutam | Előfutam | Elődöntő | Elődöntő | Elődöntő | Döntő    | Döntő    |
| Versenyző                       | Versenyszám        | Idő      | Hely.    | Össz.    | Idő      | Hely.    | Össz.    | Idő      | Helyezés |
| ------------------------------- | ------------------ | -------- | -------- | -------- | -------- | -------- | -------- | -------- | -------- |
| Vladiszlav Terescsenko          | Kajak egyes 1000 m | 3:39,517 | 4.       | 14.      | 3:46,833 | 9.       | 22.      | kiesett  | kiesett  |
| Mihajlo Szlivinszkij            | Kenu egyes 500 m   | 1:53,682 | 6.       | 10.      | 1:52,461 | 3.       | 3.       | 2:33,129 | 7.       |
| Szerhij Klimnyuk Dmitro Szablin | Kenu kettes 500 m  | 1:42,903 | 2.       | 5.       |          |          |          | 2:02,612 | 8.       |
| Roman Bundz Leonyid Kamlocsuk   | Kenu kettes 1000 m | 3:47,150 | 5.       | 11.      | 3:47,298 | 6.       | 6.       | kiesett  | kiesett  |

Női
| Versenyző                                                              | Versenyszám        | Előfutam | Előfutam | Előfutam | Elődöntő | Elődöntő | Elődöntő | Döntő    | Döntő    |
| Versenyző                                                              | Versenyszám        | Idő      | Hely.    | Össz.    | Idő      | Hely.    | Össz.    | Idő      | Helyezés |
| ---------------------------------------------------------------------- | ------------------ | -------- | -------- | -------- | -------- | -------- | -------- | -------- | -------- |
| Inna Oszipenko-Radomszka                                               | Kajak egyes 500 m  | 2:02,712 | 9.       | 17.      | kiesett  | kiesett  | kiesett  | kiesett  | kiesett  |
| Hanna Balabanova Natalija Fekliszova                                   | Kajak kettes 500 m | 1:46,942 | 5.       | 9.       | 1:47,370 | 4.       | 4.       | kiesett  | kiesett  |
| Hanna Balabanova Olena Cserevatova Natalija Fekliszova Marija Ralcseva | Kajak négyes 500 m | 1:35,454 | 4.       | 5.       | 1:37,704 | 1.       | 1.       | 1:37,544 | 5.       |

## Kerékpározás

### Hegyi-kerékpározás
| Versenyző        | Versenyszám        | Idő                    | Helyezés |
| ---------------- | ------------------ | ---------------------- | -------- |
| Szerhij Riszenko | Férfi terepverseny | 2:20:40,00 (+11:37,50) | 27.      |

### Országúti kerékpározás
Férfi
| Versenyző          | Versenyszám   | Idő                     | Helyezés      |
| ------------------ | ------------- | ----------------------- | ------------- |
| Volodimir Duma     | Mezőnyverseny | 5:30:46 (+1:38)         | 27.           |
| Szerhij Usakov     | Mezőnyverseny | 5:30:46 (+1:38)         | 39.           |
| Olekszandr Fedenko | Mezőnyverseny | 5:30:46 (+1:38)         | 42.           |
| Volodimir Husztov  | Mezőnyverseny | 5:30:46 (+1:38)         | 65.           |
| Szerhij Honcsar    | Mezőnyverseny | nem ért célba           | nem ért célba |
| Szerhij Honcsar    | Időfutam      | 0:59:20,611 (+1:40,191) | 9.            |
| Szerhij Matvjejev  | Időfutam      | 1:00:25,933 (+2:45,513) | 18.           |

Női
| Versenyző           | Versenyszám   | Idő                     | Helyezés |
| ------------------- | ------------- | ----------------------- | -------- |
| Okszana Szaprikina  | Mezőnyverseny | 3:06:31 (+0:00)         | 19.      |
| Valentina Karpenko  | Mezőnyverseny | 3:10:33 (+4:02)         | 33.      |
| Tetyana Sztjazskina | Mezőnyverseny | 3:06:31 (+0:00)         | 17.      |
| Tetyana Sztjazskina | Időfutam      | 0:44:45,134 (+2:44,353) | 19.      |

### Pálya-kerékpározás
Sprintversenyek
| Versenyző      | Versenyszám | Selejtező | Selejtező | 1. forduló                       | Vigaszág               | Vigaszág | 9–12. helyért          | 9–12. helyért | Negyeddöntő                            | 5–8. helyért           | 5–8. helyért | Elődöntő                               | Döntő                                  | Helyezés |
| Versenyző      | Versenyszám | Idő       | Hely.     | Ellenfél Győztes idő             | Ellenfelek Győztes idő | Hely.    | Ellenfelek Győztes idő | Hely.         | Ellenfél Győztes idő                   | Ellenfelek Győztes idő | Hely.        | Ellenfél Győztes idő                   | Ellenfél Győztes idő                   | Helyezés |
| -------------- | ----------- | --------- | --------- | -------------------------------- | ---------------------- | -------- | ---------------------- | ------------- | -------------------------------------- | ---------------------- | ------------ | -------------------------------------- | -------------------------------------- | -------- |
| Irina Janovics | Női egyéni  | 11,548    | 7.        | Szabolcsi Szilvia (HUN) · 12,015 |                        |          |                        |               | Tanya Dubnicoff (CAN) · 12.048; 11,946 |                        |              | Okszana Grisina (RUS) · 12,594; 12,726 | Michelle Ferris (AUS) · 12,156; 13,310 |          |

Üldözőversenyek
| Versenyző                                                                        | Versenyszám  | Selejtező | Selejtező | Negyeddöntő                                                                                       | Negyeddöntő | Elődöntő                                                                                   | Elődöntő  | Döntő                                                                                    | Döntő     | Döntő    |
| Versenyző                                                                        | Versenyszám  | Idő       | Hely.     | Ellenfél Idő                                                                                      | Saját idő   | Ellenfél Idő                                                                               | Saját idő | Ellenfél Idő                                                                             | Saját idő | Helyezés |
| -------------------------------------------------------------------------------- | ------------ | --------- | --------- | ------------------------------------------------------------------------------------------------- | ----------- | ------------------------------------------------------------------------------------------ | --------- | ---------------------------------------------------------------------------------------- | --------- | -------- |
| Olekszandr Szimonenko                                                            | Férfi egyéni | 4:23,983  | 6.        |                                                                                                   |             | kiesett                                                                                    | kiesett   | kiesett                                                                                  | kiesett   | kiesett  |
| Szerhij Matvjejev                                                                | Férfi egyéni | 4:25,380  | 7.        |                                                                                                   |             | kiesett                                                                                    | kiesett   | kiesett                                                                                  | kiesett   | kiesett  |
| Szerhij Csernyavszkij Szerhij Matvjejev Olekszandr Szimonenko Olekszandr Fedenko | Férfi csapat | 4:04,078  | 2.        | Hollandia (NED) · Jen den Braber · Robert Slippens · Jens Mouris · Wilco Zuijderwijk · lekörözték | 4:03,359    | Nagy-Britannia (GBR) · Jonny Clay · Paul Manning · Bradley Wiggins · Rob Hayles · 4:02,387 | 4:00,830  | Németország (GER) · Guido Fulst · Robert Bartko · Daniel Becke · Jens Lehmann · 3:59,710 | 4:04,520  |          |

Időfutam
| Név            | Versenyszám | Idő    | Helyezés |
| -------------- | ----------- | ------ | -------- |
| Irina Janovics | Női egyéni  | 35,512 | 9.       |

Pontversenyek
| Név                                | Versenyszám       | Pont | Körhátrány | Helyezés |
| ---------------------------------- | ----------------- | ---- | ---------- | -------- |
| Vaszil Jakovlev                    | Férfi pontverseny | 5    | -2         | 17.      |
| Vaszil Jakovlev Olekszandr Fedenko | Férfi madison     | 8    | 0          | 9.       |

## Műugrás
Férfi
| Versenyző                            | Versenyszám          | Selejtező | Selejtező | Elődöntő | Elődöntő | Döntő   | Döntő    |
| Versenyző                            | Versenyszám          | Pont      | Helyezés  | Pont     | Helyezés | Pont    | Helyezés |
| ------------------------------------ | -------------------- | --------- | --------- | -------- | -------- | ------- | -------- |
| Eduard Szafonov                      | Egyéni műugrás       | 355,05    | 25.       | kiesett  | kiesett  | kiesett | kiesett  |
| Dmitro Liszenko                      | Egyéni műugrás       | 345,54    | 27.       | kiesett  | kiesett  | kiesett | kiesett  |
| Roman Vologykov                      | Egyéni toronyugrás   | 377,04    | 21.       | kiesett  | kiesett  | kiesett | kiesett  |
| Olekszandr Szkripnik                 | Egyéni toronyugrás   | 362,82    | 23.       | kiesett  | kiesett  | kiesett | kiesett  |
| Roman Vologykov Olekszandr Szkripnik | Szinkron toronyugrás |           |           |          |          | 332,22  | 6.       |

Női
| Versenyző                     | Versenyszám        | Selejtező | Selejtező | Elődöntő | Elődöntő | Döntő   | Döntő    |
| Versenyző                     | Versenyszám        | Pont      | Helyezés  | Pont     | Helyezés | Pont    | Helyezés |
| ----------------------------- | ------------------ | --------- | --------- | -------- | -------- | ------- | -------- |
| Hanna Szorokina               | Egyéni műugrás     | 291,39    | 8.        | 502,02   | 10.      | 512,97  | 11.      |
| Olha Jefimenko                | Egyéni műugrás     | 265,74    | 16.       | 480,99   | 14.      | kiesett | kiesett  |
| Olena Zsupina                 | Egyéni toronyugrás | 304,65    | 9.        | 477,81   | 8.       | 489,09  | 6.       |
| Szvitlana Szerbina            | Egyéni toronyugrás | 230,64    | 32.       | kiesett  | kiesett  | kiesett | kiesett  |
| Hanna Szorokina Olena Zsupina | Szinkron műugrás   |           |           |          |          | 290,34  |          |

## Ökölvívás
| Versenyző              | Versenyszám     | Selejtező                         | Nyolcaddöntő                            | Negyeddöntő                       | Elődöntő                         | Döntő                       | Helyezés |
| Versenyző              | Versenyszám     | Ellenfél Eredmény                 | Ellenfél Eredmény                       | Ellenfél Eredmény                 | Ellenfél Eredmény                | Ellenfél Eredmény           | Helyezés |
| ---------------------- | --------------- | --------------------------------- | --------------------------------------- | --------------------------------- | -------------------------------- | --------------------------- | -------- |
| Valerij Szidorenko     | Papírsúly       | Dedé (BRA) · 12-7                 | Suban Pannon (THA) · 2-2, RSC (sérülés) | Maikro Romero (CUB) · 5-12        | kiesett                          | kiesett                     | 7.       |
| Volodimir Szidorenko   | Légsúly         | Daniel Ponce de Leon (MEX) · 16-8 | Omar Narváez (ARG) · 16-10              | Andrzej Rżany (POL) · 17-2        | Vicsan Ponlit (THA) · 11-14      | kiesett                     |          |
| Szerhij Danilcsenko    | Harmatsúly      | erőnyerő                          | Ngangim Dingko Szingh (IND) · 14-5      | Justin Kane (AUS) · 18-3          | Raimkul Malahbekov (RUS) · 10-15 | kiesett                     |          |
| Szervin Szulejmanov    | Pehelysúly      | Juri Mladenov (BUL) · 4-7         | kiesett                                 | kiesett                           | kiesett                          | kiesett                     | 17.      |
| Andrij Kotelnik        | Könnyűsúly      | Larry Semillano (PHI) · 16-1      | Ray Narh (GHA) · 17-11                  | Nurzsan Karimzsanov (KAZ) · 21-6  | Cristian Bejarano (MEX) · 22-14  | Mario Kindelán (CUB) · 4-14 |          |
| Vjacseszlav Szencsenko | Kisváltósúly    | erőnyerő                          | Saleh Khoulef (EGY) · 16-19             | kiesett                           | kiesett                          | kiesett                     | 9.       |
| Szerhij Docenko        | Váltósúly       | Guillermo Saputo (ARG) · 12-7     | Parkpoom Jangphonak (THA) · 13-5        | Danyijar Munajtbaszov (KAZ) · 8-7 | Vitalie Grușac (MDA) · 17-8      | Oleg Szaitov (RUS) · 16-24  |          |
| Olekszandr Zubrihin    | Középsúly       | erőnyerő                          | Mohamed Mesbahi (MAR) · 9-5             | Erdei Zsolt (HUN) · 9-14          | kiesett                          | kiesett                     | 8.       |
| Andrij Fedcsuk         | Félnehézsúly    | Azize Raguig (MAR) · RSC          | Charles Adamu (GHA) · 13-5              | Gurcsaran Szingh (IND) · 12-12    | Rudi Kraj (CZE) · 7-11           | kiesett                     |          |
| Olekszandr Jacenko     | Nehézsúly       |                                   | Ruslan Chagayev (UZB) · 2-15            | kiesett                           | kiesett                          | kiesett                     | 9.       |
| Olekszij Mazikin       | Szupernehézsúly |                                   | Angus Shelford (NZL) · 19-5             | Audley Harrison (GBR) · 9-19      | kiesett                          | kiesett                     | 5.       |

RSC - a játékvezető megállította a mérkőzést

## Öttusa
| Versenyző         | Versenyszám | Lövészet | Lövészet | Lövészet | Vívás    | Vívás | Vívás  | Úszás   | Úszás | Úszás | Lovaglás | Lovaglás | Lovaglás | Lovaglás | Futás    | Futás | Futás | Összesen    | Összesen |
| Versenyző         | Versenyszám | Pontszám | Pont     | Hely.    | Eredmény | Pont  | Hely.  | Idő     | Pont  | Hely. | Idő      | Hibapont | Pont     | Hely.    | Idő      | Pont  | Hely. | Összes pont | Helyezés |
| ----------------- | ----------- | -------- | -------- | -------- | -------- | ----- | ------ | ------- | ----- | ----- | -------- | -------- | -------- | -------- | -------- | ----- | ----- | ----------- | -------- |
| Vadim Tkacsuk     | Férfi       | 184      | 1144     | 3.       | 12-12    | 840   | 9.***  | 2:16,20 | 1138  | 21.   | 1:01,57  | 30       | 1070     | 3.       | 9:39,86  | 1082  | 13.   | 5274        | 5.       |
| Heorhij Csimerisz | Férfi       | 183      | 1132     | 4.*      | 12-12    | 840   | 9.***  | 2:05,40 | 1246  | 6.    | 1:11,49  | 130      | 952      | 14.      | 9:55,85  | 1018  | 20.   | 5188        | 10.      |
| Tetyana Nakazna   | Női         | 175      | 1036     | 11.*     | 11-13    | 800   | 9.**** | 2:24,12 | 1159  | 9.    | 1:13,38  | 160      | 916      | 14.      | 11:03,87 | 1066  | 7.    | 4977        | 11.      |

* - egy másik versenyzővel azonos eredményt ért el

*** - három másik versenyzővel azonos eredményt ért el

**** - nyolc másik versenyzővel azonos eredményt ért el

## Sportlövészet
Férfi
| Versenyző          | Versenyszám           | Selejtező | Selejtező | Döntő   | Döntő    |
| Versenyző          | Versenyszám           | Pont      | Helyezés  | Pont    | Helyezés |
| ------------------ | --------------------- | --------- | --------- | ------- | -------- |
| Artur Ajvazjan     | Légpuska              | 592       | 7.        | 692,0   | 8.       |
| Artur Ajvazjan     | Sportpuska, fekvő     | 591       | 30.***    | kiesett | kiesett  |
| Artur Ajvazjan     | Sportpuska, összetett | 1170      | 5.        | 1266,6  | 5.       |
| Oleh Mihajlov      | Sportpuska, összetett | 1158      | 22.**     | kiesett | kiesett  |
| Oleh Mihajlov      | Légpuska              | 588       | 18.*****  | kiesett | kiesett  |
| Oleh Mihajlov      | Sportpuska, fekvő     | 591       | 30.***    | kiesett | kiesett  |
| Olekszandr Zinenko | Futócéllövészet       | 569       | 15.       | kiesett | kiesett  |
| Mikola Milcsev     | Skeet                 | 125       | 1.        | 150     |          |

Női
| Versenyző       | Versenyszám           | Selejtező | Selejtező | Döntő   | Döntő    |
| Versenyző       | Versenyszám           | Pont      | Helyezés  | Pont    | Helyezés |
| --------------- | --------------------- | --------- | --------- | ------- | -------- |
| Leszja Leszkiv  | Légpuska              | 392       | 15.****   | kiesett | kiesett  |
| Leszja Leszkiv  | Sportpuska, összetett | 579       | 9.*       | kiesett | kiesett  |
| Natalija Kalnis | Sportpuska, összetett | 568       | 29.       | kiesett | kiesett  |
| Natalija Kalnis | Légpuska              | 390       | 28.***    | kiesett | kiesett  |

* - egy másik versenyzővel azonos eredményt ért el

** - két másik versenyzővel azonos eredményt ért el

*** - három másik versenyzővel azonos eredményt ért el

**** - négy másik versenyzővel azonos eredményt ért el

***** - nyolc másik versenyzővel azonos eredményt ért el

## Súlyemelés
Férfi
| Versenyző              | Versenyszám | Szakítás | Szakítás | Lökés                    | Lökés                    | Összesen | Helyezés |
| Versenyző              | Versenyszám | Eredmény | Helyezés | Eredmény                 | Helyezés                 | Összesen | Helyezés |
| ---------------------- | ----------- | -------- | -------- | ------------------------ | ------------------------ | -------- | -------- |
| Olekszandr Lihvald     | 56 kg       | 120,0    | 7.*      | 150,0                    | 8.*                      | 270,0    | 9.       |
| Dmitro Hnyidenko       | 77 kg       | 160,0    | 6.*      | 190,0                    | 7.*                      | 350,0    | 8.       |
| Ruszlan Szavcsenko     | 77 kg       | 157,5    | 10.      | 180,0                    | 11.*                     | 337,5    | 11.      |
| Andrij Demcsuk         | 94 kg       | 170,0    | 14.*     | 207,5                    | 10.*                     | 377,5    | 11.      |
| Ihor Razorjonov        | 105 kg      | 192,5    | 1.       | 227,5                    | 4.                       | 420,0    | 4.       |
| Denisz Hotfrid         | 105 kg      | 190,0    | 2.*      | érvényes kísérlet nélkül | érvényes kísérlet nélkül | kiesett  | kiesett  |
| Hennagyij Kraszilnikov | +105 kg     | 190,0    | 10.      | 230,0                    | 8.*                      | 420,0    | 9.       |
| Artem Udacsin          | +105 kg     | 195,0    | 7.*      | 220,0                    | 12.*                     | 415,0    | 11.      |

Női
| Versenyző        | Versenyszám | Szakítás | Szakítás | Lökés      | Lökés      | Összesen | Helyezés |
| Versenyző        | Versenyszám | Eredmény | Helyezés | Eredmény   | Helyezés   | Összesen | Helyezés |
| ---------------- | ----------- | -------- | -------- | ---------- | ---------- | -------- | -------- |
| Natalija Szkakun | 58 kg       | 85,0     | 9.*      | 112,5      | 5.*        | 197,5    | 7.       |
| Vita Rudenok     | +75 kg      | 115,0    | 4.*      | nem indult | nem indult | kiesett  | kiesett  |

* - egy másik versenyzővel azonos eredményt ért el

## Szinkronúszás
| Versenyző                      | Versenyszám | Selejtező           | Selejtező           | Selejtező        | Selejtező        | Selejtező  | Selejtező  | Döntő               | Döntő               | Döntő            | Döntő            | Döntő      | Döntő      |
| Versenyző                      | Versenyszám | Technikai gyakorlat | Technikai gyakorlat | Szabad gyakorlat | Szabad gyakorlat | Összesítés | Összesítés | Technikai gyakorlat | Technikai gyakorlat | Szabad gyakorlat | Szabad gyakorlat | Összesítés | Összesítés |
| Versenyző                      | Versenyszám | Pont                | Hely.               | Pont             | Hely.            | Pont       | Hely.      | Pont                | Hely.               | Pont             | Hely.            | Pont       | Helyezés   |
| ------------------------------ | ----------- | ------------------- | ------------------- | ---------------- | ---------------- | ---------- | ---------- | ------------------- | ------------------- | ---------------- | ---------------- | ---------- | ---------- |
| Irina Rudnicka Oleszja Zajceva | Páros       | 88,533              | 14.                 | 89,533           | 14.              | 89,183     | 14.        | kiesett             | kiesett             | kiesett          | kiesett          | kiesett    | kiesett    |

## Tenisz
Női
| Versenyző                          | Versenyszám | 32-es főtábla                                       | Nyolcaddöntő                                                            | Negyeddöntő       | Elődöntő          | Bronz- mérkőzés   | Döntő             | Helyezés |
| Versenyző                          | Versenyszám | Ellenfél Eredmény                                   | Ellenfél Eredmény                                                       | Ellenfél Eredmény | Ellenfél Eredmény | Ellenfél Eredmény | Ellenfél Eredmény | Helyezés |
| ---------------------------------- | ----------- | --------------------------------------------------- | ----------------------------------------------------------------------- | ----------------- | ----------------- | ----------------- | ----------------- | -------- |
| Olena Tatarkova Anna Zaporozsanova | Páros       | Tajvan (TPE) · Janet Lee · Weng Tzu-Ting · 6–3, 7–6 | Franciaország (FRA) · Julie Halard-Decugis · Amélie Mauresmo · 2–6, 4–6 | kiesett           | kiesett           | kiesett           | kiesett           | 9.       |

## Tollaslabda
| Versenyző                                   | Versenyszám  | Selejtező         | 32-es főtábla                                                            | Nyolcaddöntő      | Negyeddöntő       | Elődöntő          | Döntő             | Helyezés |
| Versenyző                                   | Versenyszám  | Ellenfél Eredmény | Ellenfél Eredmény                                                        | Ellenfél Eredmény | Ellenfél Eredmény | Ellenfél Eredmény | Ellenfél Eredmény | Helyezés |
| ------------------------------------------- | ------------ | ----------------- | ------------------------------------------------------------------------ | ----------------- | ----------------- | ----------------- | ----------------- | -------- |
| Vladiszlav Druzscsenko                      | Férfi egyes  | erőnyerő          | Pulella Gopicsand (IND) · 3–15, 15–10, 7–15                              | kiesett           | kiesett           | kiesett           | kiesett           | 17.      |
| Olena Nozdrany                              | Női egyes    | erőnyerő          | I Kjongvon (KOR) · 1–11, 5–11                                            | kiesett           | kiesett           | kiesett           | kiesett           | 17.      |
| Olena Nozdrany Viktorija Jevtusenko         | Női páros    |                   | Dánia (DEN) · Ann-Lou Jørgensen · Mette Schjoldager · 3–15, 15–11, 11–15 | kiesett           | kiesett           | kiesett           | kiesett           | 17.      |
| Viktorija Jevtusenko Vladiszlav Druzscsenko | Vegyes páros |                   | Dél-Korea (KOR) · Csong Dzsehi · Ha Thekvon · 9–15, 5–15                 | kiesett           | kiesett           | kiesett           | kiesett           | 17.      |

## Torna
Férfi
| Versenyző                                                                                                   | Versenyszám      | Selejtező | Selejtező | Döntő    | Döntő    |
| Versenyző                                                                                                   | Versenyszám      | Pontszám  | Helyezés  | Pontszám | Helyezés |
| --- | ---------------- | --------- | --------- | -------- | -------- |
| Olekszandr Beres                                                                                            | Talaj            | 9,612     | 7.**      | kiesett  | kiesett  |
| Olekszandr Beres                                                                                            | Ugrás            | 9,675     | 12.*      | kiesett  | kiesett  |
| Olekszandr Beres                                                                                            | Korlát           | 9,650     | 10.*      | kiesett  | kiesett  |
| Olekszandr Beres                                                                                            | Nyújtó           | 9,787     | 1.**      | 9,750    | 5.       |
| Olekszandr Beres                                                                                            | Gyűrű            | 9,550     | 24.*      | kiesett  | kiesett  |
| Olekszandr Beres                                                                                            | Lólengés         | 9,775     | 5.        | 9,712    | 7.       |
| Olekszandr Beres                                                                                            | Egyéni összetett | 58,049    | 2.        | 58,212   |          |
| Olekszandr Szvitlicsnij                                                                                     | Talaj            | 9,225     | 36.****   | kiesett  | kiesett  |
| Olekszandr Szvitlicsnij                                                                                     | Ugrás            | 9,512     | 32.*      | kiesett  | kiesett  |
| Olekszandr Szvitlicsnij                                                                                     | Korlát           | 9,575     | 19.***    | kiesett  | kiesett  |
| Olekszandr Szvitlicsnij                                                                                     | Nyújtó           | 9,700     | 13.****   | kiesett  | kiesett  |
| Olekszandr Szvitlicsnij                                                                                     | Gyűrű            | 9,562     | 22.*      | kiesett  | kiesett  |
| Olekszandr Szvitlicsnij                                                                                     | Lólengés         | 9,712     | 12.**     | kiesett  | kiesett  |
| Olekszandr Szvitlicsnij                                                                                     | Egyéni összetett | 57,286    | 9.        | 57,950   | 5.       |
| Roman Zozulja                                                                                               | Talaj            | 8,687     | 62.       | kiesett  | kiesett  |
| Roman Zozulja                                                                                               | Ugrás            | 9,562     | 27.**     | kiesett  | kiesett  |
| Roman Zozulja                                                                                               | Korlát           | 8,800     | 71.       | kiesett  | kiesett  |
| Roman Zozulja                                                                                               | Nyújtó           | 9,587     | 36.**     | kiesett  | kiesett  |
| Roman Zozulja                                                                                               | Gyűrű            | 9,650     | 7.*       | 9,637    | 8.       |
| Roman Zozulja                                                                                               | Lólengés         | 9,637     | 28.**     | kiesett  | kiesett  |
| Roman Zozulja                                                                                               | Egyéni összetett | 55,923    | 32.       | 55,811   | 27.      |
| Valerij Honcsarov                                                                                           | Ugrás            | 9,537     | 30.*      | kiesett  | kiesett  |
| Valerij Honcsarov                                                                                           | Korlát           | 9,162     | 56.*      | kiesett  | kiesett  |
| Valerij Honcsarov                                                                                           | Nyújtó           | 9,025     | 69.*      | kiesett  | kiesett  |
| Valerij Honcsarov                                                                                           | Gyűrű            | 9,337     | 52.**     | kiesett  | kiesett  |
| Valerij Honcsarov                                                                                           | Lólengés         | 9,550     | 38.*      | kiesett  | kiesett  |
| Valerij Honcsarov                                                                                           | Egyéni összetett | 46,611    | 59.       | kiesett  | kiesett  |
| Valerij Pereskura                                                                                           | Talaj            | 9,462     | 19.***    | kiesett  | kiesett  |
| Valerij Pereskura                                                                                           | Ugrás            | 9,562     | 27.**     | kiesett  | kiesett  |
| Valerij Pereskura                                                                                           | Korlát           | 9,512     | 29.*      | kiesett  | kiesett  |
| Valerij Pereskura                                                                                           | Nyújtó           | 9,700     | 13.****   | kiesett  | kiesett  |
| Valerij Pereskura                                                                                           | Egyéni összetett | 38,236    | 67.       | kiesett  | kiesett  |
| Ruszlan Mezencev                                                                                            | Talaj            | 9,337     | 30.**     | kiesett  | kiesett  |
| Ruszlan Mezencev                                                                                            | Gyűrű            | 9,425     | 45.**     | kiesett  | kiesett  |
| Ruszlan Mezencev                                                                                            | Lólengés         | 9,700     | 15.*      | kiesett  | kiesett  |
| Ruszlan Mezencev                                                                                            | Egyéni összetett | 28,462    | 87.       | kiesett  | kiesett  |
| Olekszandr Beres Olekszandr Szvitlicsnij Roman Zozulja Valerij Honcsarov Valerij Pereskura Ruszlan Mezencev | Csapat összetett | 229,656   | 3.        | 230,306  |          |

Női
| Versenyző                                                                                   | Versenyszám      | Selejtező | Selejtező | Döntő    | Döntő    |
| Versenyző                                                                                   | Versenyszám      | Pontszám  | Helyezés  | Pontszám | Helyezés |
| ------------------------------------------------------------------------------------------- | ---------------- | --------- | --------- | -------- | -------- |
| Olha Rozscsupkina                                                                           | Talaj            | 9,575     | 15.*      | kiesett  | kiesett  |
| Olha Rozscsupkina                                                                           | Ugrás            | 9,262     | 35.*      | kiesett  | kiesett  |
| Olha Rozscsupkina                                                                           | Felemás korlát   | 9,712     | 7.*       | 9,725    | 6.       |
| Olha Rozscsupkina                                                                           | Gerenda          | 9,625     | 15.***    | kiesett  | kiesett  |
| Olha Rozscsupkina                                                                           | Egyéni összetett | 38,174    | 10.       | 38,205   | 7.       |
| Viktorija Karpenko                                                                          | Talaj            | 9,300     | 35.**     | kiesett  | kiesett  |
| Viktorija Karpenko                                                                          | Ugrás            | 9,250     | 38.*      | kiesett  | kiesett  |
| Viktorija Karpenko                                                                          | Felemás korlát   | 9,787     | 3.        | 9,775    | 4.       |
| Viktorija Karpenko                                                                          | Gerenda          | 9,537     | 26.*      | kiesett  | kiesett  |
| Viktorija Karpenko                                                                          | Egyéni összetett | 37,874    | 15.       | 37,874   | 11.      |
| Halina Tirik                                                                                | Talaj            | 9,337     | 29.***    | kiesett  | kiesett  |
| Halina Tirik                                                                                | Ugrás            | 8,974     | 67.       | kiesett  | kiesett  |
| Halina Tirik                                                                                | Felemás korlát   | 9,650     | 19.**     | kiesett  | kiesett  |
| Halina Tirik                                                                                | Gerenda          | 9,500     | 28.       | kiesett  | kiesett  |
| Halina Tirik                                                                                | Egyéni összetett | 37,461    | 24.*      | 37,330   | 21.*     |
| Tetyana Jaros                                                                               | Talaj            | 9,275     | 38.***    | kiesett  | kiesett  |
| Tetyana Jaros                                                                               | Ugrás            | 8,818     | 74.       | kiesett  | kiesett  |
| Tetyana Jaros                                                                               | Felemás korlát   | 9,512     | 40.       | kiesett  | kiesett  |
| Tetyana Jaros                                                                               | Gerenda          | 9,712     | 6.*       | 9,712    | 5.       |
| Tetyana Jaros                                                                               | Egyéni összetett | 37,317    | 28.       | kiesett  | kiesett  |
| Olha Teszlenko                                                                              | Talaj            | 9,162     | 47.*      | kiesett  | kiesett  |
| Olha Teszlenko                                                                              | Felemás korlát   | 9,687     | 11.***    | kiesett  | kiesett  |
| Olha Teszlenko                                                                              | Gerenda          | 9,650     | 14.       | kiesett  | kiesett  |
| Olha Teszlenko                                                                              | Egyéni összetett | 28,499    | 66.       | kiesett  | kiesett  |
| Aljona Kvasa                                                                                | Ugrás            | 9,581     | 10.       | kiesett  | kiesett  |
| Aljona Kvasa                                                                                | Egyéni összetett | 9,581     | 92.       | kiesett  | kiesett  |
| Olha Rozscsupkina Viktorija Karpenko Halina Tirik Tetyana Jaros Olha Teszlenko Aljona Kvasa | Csapat összetett | 151,914   | 4.        | 151,846  | 5.       |

* - egy másik versenyzővel azonos eredményt ért el

** - két másik versenyzővel azonos eredményt ért el

*** - három másik versenyzővel azonos eredményt ért el

**** - négy másik versenyzővel azonos eredményt ért el

### Ritmikus gimnasztika
| Versenyző          | Versenyszám | Selejtező | Selejtező | Selejtező | Selejtező | Selejtező | Selejtező | Selejtező | Selejtező | Selejtező | Selejtező | Döntő | Döntő | Döntő  | Döntő  | Döntő | Döntő | Döntő  | Döntő  | Döntő    | Döntő    |
| Versenyző          | Versenyszám | Kötél     | Kötél     | Karika    | Karika    | Labda     | Labda     | Szalag    | Szalag    | Összesen  | Összesen  | Kötél | Kötél | Karika | Karika | Labda | Labda | Szalag | Szalag | Összesen | Összesen |
| Versenyző          | Versenyszám | Pont      | Hely.     | Pont      | Hely.     | Pont      | Hely.     | Pont      | Hely.     | Pont      | Hely.     | Pont  | Hely. | Pont   | Hely.  | Pont  | Hely. | Pont   | Hely.  | Pont     | Hely.    |
| ------------------ | ----------- | --------- | --------- | --------- | --------- | --------- | --------- | --------- | --------- | --------- | --------- | ----- | ----- | ------ | ------ | ----- | ----- | ------ | ------ | -------- | -------- |
| Olena Vitricsenko  | Egyéni      | 9,850     | 5.        | 9,800     | 5.        | 9,866     | 4.        | 9,883     | 5.        | 39,399    | 5.        | 9,825 | 5.    | 9,833  | 3.     | 9,875 | 4.    | 9,875  | 4.     | 39,408   | 4.       |
| Tamara Jerofjejeva | Egyéni      | 9,725     | 8.*       | 9,750     | 7.        | 9,716     | 11.       | 9,708     | 10.*      | 38,899    | 8.        | 9,750 | 8.**  | 9,750  | 5.*    | 9,750 | 8.    | 9,750  | 6.*    | 39,000   | 6.       |

* - egy másik versenyzővel azonos eredményt ért el

** - két másik versenyzővel azonos eredményt ért el

### Trambulin
| Versenyző             | Versenyszám | Selejtező | Selejtező | Döntő    | Döntő    |
| Versenyző             | Versenyszám | Pontszám  | Helyezés  | Pontszám | Helyezés |
| --------------------- | ----------- | --------- | --------- | -------- | -------- |
| Olekszandr Csernonosz | Férfi       | 65,8      | 8.        | 7,5      | 8.       |
| Okszana Cihuljova     | Női         | 65,1      | 3.        | 37,7     |          |

## Triatlon
| Versenyző              | Versenyszám | 1,5 km úszás | Depózás 1 | 40 km kerékpározás | Depózás 2 | 10 km futás | Összesítés | Összesítés |
| Versenyző              | Versenyszám | Idő          | Idő       | Idő                | Idő       | Idő         | Idő        | Helyezés   |
| ---------------------- | ----------- | ------------ | --------- | ------------------ | --------- | ----------- | ---------- | ---------- |
| Andrij Hluscsenko      | Férfi       | 17:40,59     | 29,20     | 59:07,10           | 22,80     | 31:50,48    | 1:49:30,17 | 11.        |
| Volodimir Polikarpenko | Férfi       | 17:36,29     | 23,60     | 59:16,20           | 21,00     | 32:14,69    | 1:49:51,78 | 15.        |

## Úszás
Férfi
| Versenyző                                                                  | Versenyszám            | Előfutam | Előfutam | Előfutam | Elődöntő | Elődöntő | Elődöntő | Döntő    | Döntő    |
| Versenyző                                                                  | Versenyszám            | Idő      | Hely.    | Össz.    | Idő      | Hely.    | Össz.    | Idő      | Helyezés |
| -------------------------------------------------------------------------- | ---------------------- | -------- | -------- | -------- | -------- | -------- | -------- | -------- | -------- |
| Olekszandr Volinec                                                         | 50 m gyors             | 22,52    | 1.       | 9.       | 22,36    | 5.       | 8.       | 22,51    | 8.       |
| Pavlo Hnikin                                                               | 100 m gyors            | 50,63    | 8.       | 27.      | kiesett  | kiesett  | kiesett  | kiesett  | kiesett  |
| Rosztiszlav Szvanidze                                                      | 200 m gyors            | 1:52,35  | 2.       | 24.      | kiesett  | kiesett  | kiesett  | kiesett  | kiesett  |
| Ihor Sznyitko                                                              | 400 m gyors            | 3:52,97  | 5.       | 16.      |          |          |          | kiesett  | kiesett  |
| Ihor Sznyitko                                                              | 1500 m gyors           | 15:14,67 | 5.       | 14.      |          |          |          | kiesett  | kiesett  |
| Ihor Cservinszkij                                                          | 1500 m gyors           | 15:12,30 | 3.       | 8.       |          |          |          | 15:08,80 | 7.       |
| Ihor Cservinszkij                                                          | 400 m gyors            | 3:59,84  | 8.       | 33.      |          |          |          | kiesett  | kiesett  |
| Artem Honcsarenko Pavlo Hnikin Vjacseszlav Sirsov Rosztiszlav Szvanidze    | 4 × 100 m gyorsváltó   | 3:21,48  | 4.       | 12.      |          |          |          | kiesett  | kiesett  |
| Szerhij Feszenko Artem Honcsarenko Ihor Sznyitko Rosztiszlav Szvanidze     | 4 × 200 m gyorsváltó   | 7:32,16  | 7.       | 14.      |          |          |          | kiesett  | kiesett  |
| Volodimir Nyikolajcsuk                                                     | 100 m hát              | 56,71    | 8.       | 27.      | kiesett  | kiesett  | kiesett  | kiesett  | kiesett  |
| Volodimir Nyikolajcsuk                                                     | 200 m hát              | 2:01,07  | 5.       | 15.      | 2:02,27  | 7.       | 15.      | kiesett  | kiesett  |
| Oleh Liszohor                                                              | 100 m mell             | 1:02,24  | 5.       | 13.      | 1:02,00  | 8.       | 15.      | kiesett  | kiesett  |
| Oleh Liszohor                                                              | 200 m mell             | 2:18,28  | 2.       | 28.      | kiesett  | kiesett  | kiesett  | kiesett  | kiesett  |
| Andrij Szergyinov                                                          | 100 m pillangó         | 53,90    | 6.       | 17.      | kiesett  | kiesett  | kiesett  | kiesett  | kiesett  |
| Denisz Szilantyjev                                                         | 100 m pillangó         | 53,34    | 3.       | 8.       | 53,51    | 5.       | 12.      | kiesett  | kiesett  |
| Denisz Szilantyjev                                                         | 200 m pillangó         | 1:56,42  | 1.       | 2.       | 1:56,81  | 1.       | 3.       | 1:55,76  |          |
| Szerhij Feszenko                                                           | 200 m pillangó         | 1:59,41  | 7.       | 16.      | 1:59,03  | 8.       | 16.      | kiesett  | kiesett  |
| Artem Honcharenko                                                          | 200 m vegyes           | 2:05,98  | 5.       | 31.      | kiesett  | kiesett  | kiesett  | kiesett  | kiesett  |
| Dmitro Nazarenko                                                           | 400 m vegyes           | 4:25,26  | 5.       | 28.      |          |          |          | kiesett  | kiesett  |
| Oleh Liszohor Volodimir Nyikolajcsuk Vjacseszlav Sirsov Denisz Szilantyjev | 4 × 100 m vegyes váltó | 3:41,05  | 4.       | 11.      |          |          |          | kiesett  | kiesett  |

Női
| Versenyző                                                           | Versenyszám            | Előfutam | Előfutam | Előfutam | Elődöntő | Elődöntő | Elődöntő | Döntő   | Döntő    |
| Versenyző                                                           | Versenyszám            | Idő      | Hely.    | Össz.    | Idő      | Hely.    | Össz.    | Idő     | Helyezés |
| ------------------------------------------------------------------- | ---------------------- | -------- | -------- | -------- | -------- | -------- | -------- | ------- | -------- |
| Olha Mukomol                                                        | 50 m gyors             | 25,67    | 7.       | 11.      | 25,88    | 7.       | 14.      | kiesett | kiesett  |
| Olha Mukomol                                                        | 100 m gyors            | 56,59    | 1.       | 17.      | kiesett  | kiesett  | kiesett  | kiesett | kiesett  |
| Olena Lapunova                                                      | 200 m gyors            | 2:04,39  | 3.       | 26.      | kiesett  | kiesett  | kiesett  | kiesett | kiesett  |
| Olena Lapunova                                                      | 400 m gyors            | 4:19,96  | 8.       | 32.      |          |          |          | kiesett | kiesett  |
| Jana Klocskova                                                      | 800 m gyors            | 8:29,84  | 1.       | 2.       |          |          |          | 8:22,66 |          |
| Jana Klocskova                                                      | 200 m vegyes           | 2:13,83  | 1.       | 3.       | 2:13,08  | 1.       | 1.       | 2:10,68 |          |
| Olha Bereszneva                                                     | 800 m gyors            | 9:00,12  | 7.       | 23.      |          |          |          | kiesett | kiesett  |
| Nagyija Besevli Olena Lapunova Olha Mukomol Valentina Trehub        | 4 × 100 m gyorsváltó   | 3:49,11  | 7.       | 13.      |          |          |          | kiesett | kiesett  |
| Nagyija Besevli Albina Bordunova Olena Lapunova Zsanna Lozumirszka  | 4 × 200 m gyorsváltó   | kizárták | kizárták | kizárták |          |          |          | kiesett | kiesett  |
| Nagyija Besevli                                                     | 100 m hát              | 1:04,66  | 4.*      | 27.*     | kiesett  | kiesett  | kiesett  | kiesett | kiesett  |
| Nagyija Besevli                                                     | 200 m hát              | 2:15,86  | 1.       | 17.      | kiesett  | kiesett  | kiesett  | kiesett | kiesett  |
| Szvitlana Bondarenko                                                | 100 m mell             | 1:09,60  | 3.       | 11.      | 1:09,84  | 7.       | 13.      | kiesett | kiesett  |
| Inna Nyikityina                                                     | 200 m mell             | 2:34,20  | 2.       | 26.      | kiesett  | kiesett  | kiesett  | kiesett | kiesett  |
| Marija Ohurcova                                                     | 100 m pillangó         | 1:03,00  | 6.       | 38.      | kiesett  | kiesett  | kiesett  | kiesett | kiesett  |
| Zsanna Lozumirszka                                                  | 200 m pillangó         | 2:14,47  | 4.       | 24.      | kiesett  | kiesett  | kiesett  | kiesett | kiesett  |
| Nagyija Besevli Szvitlana Bondarenko Olena Hricjuk Valentina Trehub | 4 × 100 m vegyes váltó | 4:15,64  | 5.       | 16.      |          |          |          | kiesett | kiesett  |

* - egy másik versenyzővel azonos eredményt ért el

## Vitorlázás
Férfi
| Versenyző                         | Versenyszám     | Futam | Futam | Futam | Futam | Futam | Futam | Futam | Futam | Futam | Futam | Futam | Pontszám | Helyezés |
| Versenyző                         | Versenyszám     | 1     | 2     | 3     | 4     | 5     | 6     | 7     | 8     | 9     | 10    | 11    | Pontszám | Helyezés |
| --------------------------------- | --------------- | ----- | ----- | ----- | ----- | ----- | ----- | ----- | ----- | ----- | ----- | ----- | -------- | -------- |
| Makszim Oberemko                  | Szörfvitorlázás | 7     | 23    | 15    | 18    | (30)  | 16    | 6     | 1     | (26)  | 20    | 2     | 108,0    | 14.      |
| Jevhen Braszlavec Ihor Matvijenko | 470-es osztály  | 2,0   | 5,0   | 30,0  | 30,0  | 6,0   | 2,0   | 4,0   | 9,0   | 11,0  | 30,0  | 3,0   | 72,0     | 6.       |

Női
| Versenyző                      | Versenyszám     | Futam | Futam | Futam | Futam | Futam | Futam | Futam | Futam | Futam | Futam | Futam | Pontszám | Helyezés |
| Versenyző                      | Versenyszám     | 1     | 2     | 3     | 4     | 5     | 6     | 7     | 8     | 9     | 10    | 11    | Pontszám | Helyezés |
| ------------------------------ | --------------- | ----- | ----- | ----- | ----- | ----- | ----- | ----- | ----- | ----- | ----- | ----- | -------- | -------- |
| Olha Maszlivec                 | Szörfvitorlázás | 17    | (24)  | (23)  | 20    | 22    | 20    | 21    | 22    | 22    | 20    | 21    | 185,0    | 23.      |
| Ruszlana Taran Olena Paholcsik | 470-es osztály  | 5,0   | 7,0   | 3,0   | 13,0  | 5,0   | 1,0   | 10,0  | 9,0   | 11,0  | 5,0   | 3,0   | 48,0     |          |

Nyílt
| Versenyző                     | Versenyszám        | Futam | Futam | Futam | Futam | Futam | Futam | Futam | Futam | Futam | Futam | Futam | Futam | Futam | Futam | Futam | Futam | Pontszám | Helyezés |
| Versenyző                     | Versenyszám        | 1     | 2     | 3     | 4     | 5     | 6     | 7     | 8     | 9     | 10    | 11    | 12    | 13    | 14    | 15    | 16    | Pontszám | Helyezés |
| ----------------------------- | ------------------ | ----- | ----- | ----- | ----- | ----- | ----- | ----- | ----- | ----- | ----- | ----- | ----- | ----- | ----- | ----- | ----- | -------- | -------- |
| Rogyion Luka Heorhij Leoncsuk | Könnyű 49-es dingi | 3     | 15    | (18)  | 9     | 14    | 5     | 2     | (18)  | 7     | 1     | 13    | 9     | 12    | 9     | 8     | 15    | 122,0    | 10.      |

| Versenyző                                            | Versenyszám | Futam | Futam | Futam | Futam | Futam | Futam | Futam | Futam | 1. forduló | 1. forduló | 2. forduló | 2. forduló | Negyeddöntő | Negyeddöntő | Elődöntő | Elődöntő | Döntő   | Helyezés |
| Versenyző                                            | Versenyszám | 1     | 2     | 3     | 4     | 5     | 6     | Pont  | Hely. | Gy–V       | Hely.      | Gy–V       | Hely.      | Gy–V        | Hely.       | Gy–V     | Hely.    | Gy–V    | Helyezés |
| ---------------------------------------------------- | ----------- | ----- | ----- | ----- | ----- | ----- | ----- | ----- | ----- | ---------- | ---------- | ---------- | ---------- | ----------- | ----------- | -------- | -------- | ------- | -------- |
| Szerhij Picsuhin Volodimir Korotkov Szerhij Tyimohov | Soling      | 12    | 1     | 7     | 6     | (17)  | 12    | 38    | 8.    | 1–4        | 5.         | kiesett    | kiesett    | kiesett     | kiesett     | kiesett  | kiesett  | kiesett | 11.      |

## Vívás
Férfi
| Versenyző                                               | Versenyszám       | Selejtező                       | 32-es főtábla                 | Nyolcaddöntő                      | Negyeddöntő                                                                                    | Elődöntő | Bronz- mérkőzés                                                                                                 | Döntő             | Helyezés |
| Versenyző                                               | Versenyszám       | Ellenfél Eredmény               | Ellenfél Eredmény             | Ellenfél Eredmény                 | Ellenfél Eredmény                                                                              | Ellenfél Eredmény | Ellenfél Eredmény                                                                                               | Ellenfél Eredmény | Helyezés |
| ------------------------------------------------------- | ----------------- | ------------------------------- | ----------------------------- | --------------------------------- | ---------------------------------------------------------------------------------------------- | --- | --- | ----------------- | -------- |
| Szerhij Holubickij                                      | Tőr, egyéni       | erőnyerő                        | James Beevers (GBR) · 15-1    | Matteo Zennaro (ITA) · 15-12      | Kim Jongho (KOR) · 5-15                                                                        | kiesett | kiesett | kiesett           | 6.       |
| Olekszij Kruhljak                                       | Tőr, egyéni       | Olekszij Brizhalov (UKR) · 9-15 | Ralf Bißdorf (GER) · 7-15     | kiesett                           | kiesett                                                                                        | kiesett | kiesett | kiesett           | 31.      |
| Olekszij Brizhalov                                      | Tőr, egyéni       | Olekszij Kruhljak (UKR) · 15-9  | kiesett                       | kiesett                           | kiesett                                                                                        | kiesett | kiesett | kiesett           | 24.      |
| Olekszandr Horbacsuk                                    | Párbajtőr, egyéni | Nelson Loyola (CUB) · 15-14     | Jörg Fiedler (GER) · 9 -8     | Éric Srecki (FRA) · 11-15         | kiesett                                                                                        | kiesett | kiesett | kiesett           | 16.      |
| Vadim Hutcajt                                           | Kard, egyéni      | erőnyerő                        | Rafał Sznajder (POL) · 15-14  | Ferjancsik Domonkos (HUN) · 10-15 | kiesett                                                                                        | kiesett | kiesett | kiesett           | 13.      |
| Volodimir Kaljuzsnij                                    | Kard, egyéni      | erőnyerő                        | Tonhi Terenzi (ITA) · 10-15   | kiesett                           | kiesett                                                                                        | kiesett | kiesett | kiesett           | 25.      |
| Volodimir Lukasenko                                     | Kard, egyéni      | Nagara Maszasi (JPN) · 15-7     | Szergej Sarikov (RUS) · 11-15 | kiesett                           | kiesett                                                                                        | kiesett | kiesett | kiesett           | 29.      |
| Olekszij Kruhljak Szerhij Holubickij Olekszij Brizhalov | Tőr, csapat       |                                 |                               |                                   | Olaszország (ITA) · Salvatore Sanzo · Matteo Zennaro · Daniele Crosta · Gabriele Magni · 40-45 | Az 5–8. helyért · Oroszország (RUS) · Dmitrij Sevcsenko · İlqar Məmmədov · Andrej Gyejev · Alekszandr Lakatos · 45-36 | Az 5. helyért · Németország (GER) · Wolfgang Wienand · Ralf Bißdorf · Richard Breutner · David Hausmann · 45-43 |                   | 5.       |
| Vadim Hutcajt Volodimir Lukasenko Volodimir Kaljuzsnij  | Kard, csapat      |                                 |                               | erőnyerő                          | Franciaország (FRA) · Mathieu Gourdain · Damien Touya · Julien Pillet · Cédric Séguin · 31-45  | Az 5–8. helyért · Olaszország (ITA) · Luigi Tarantino · Raffaelo Caserta · Tonhi Terenzi · Gianpiero Pastore · 45-29  | Az 5. helyért · Magyarország (HUN) · Nemcsik Zsolt · Köves Csaba · Ferjancsik Domonkos · Takács Péter · 43-45   |                   | 6.       |

Női
| Versenyző                                      | Versenyszám | Selejtező                   | 32-es főtábla           | Nyolcaddöntő                                                                | Negyeddöntő                                                                         | Elődöntő                                                                                      | Bronz- mérkőzés                                                                  | Döntő             | Helyezés |
| Versenyző                                      | Versenyszám | Ellenfél Eredmény           | Ellenfél Eredmény       | Ellenfél Eredmény                                                           | Ellenfél Eredmény                                                                   | Ellenfél Eredmény                                                                             | Ellenfél Eredmény                                                                | Ellenfél Eredmény | Helyezés |
| ---------------------------------------------- | ----------- | --------------------------- | ----------------------- | --------------------------------------------------------------------------- | ----------------------------------------------------------------------------------- | --------------------------------------------------------------------------------------------- | -------------------------------------------------------------------------------- | ----------------- | -------- |
| Olena Kolcova                                  | Tőr, egyéni | Olha Lelejko (UKR) · 15-14  | Sabine Bau (GER) · 6-15 | kiesett                                                                     | kiesett                                                                             | kiesett                                                                                       | kiesett                                                                          | kiesett           | 29.      |
| Ljudmila Vasziljeva                            | Tőr, egyéni | Migsey Dussu (CUB) · 6-15   | kiesett                 | kiesett                                                                     | kiesett                                                                             | kiesett                                                                                       | kiesett                                                                          | kiesett           | 34.      |
| Olha Lelejko                                   | Tőr, egyéni | Olena Kolcova (UKR) · 14-15 | kiesett                 | kiesett                                                                     | kiesett                                                                             | kiesett                                                                                       | kiesett                                                                          | kiesett           | 36.      |
| Ljudmila Vasziljeva Olena Kolcova Olha Lelejko | Tőr, csapat |                             |                         | Kanada (CAN) · Sherraine Schalm-MacKay · Julie Mahoney · Jujie Luan · 45-35 | Olaszország (ITA) · Diana Bianchedi · Giovanna Trillini · Valentina Vezzali · 39-45 | Az 5–8. helyért · Magyarország (HUN) · Knapek Edina · Lantos Gabriella · Mohamed Aida · 39-45 | A 7. helyért · Kína (CHN) · Xiao Aihua · Meng Csie · Yuan Li · Csang Lej · 40-45 |                   | 8.       |